# Astrochlamys
Astrochlamys is een geslacht van slangsterren uit de familie Gorgonocephalidae.

## Soorten
- Astrochlamys bruneus Koehler, 1912
- Astrochlamys sol Mortensen, 1936